# Комуни Данії

Данія поділена на 98 комун.

Кому́на (дан. kommune) — нижча адміністративно-державна одиниця в Данії, муніципальне самоврядування якої закріплено конституцією Данії (§ 82).
За статистикою Євростат NUTS муніципалітети Данії складають рівень LAU 1. У середньому кількість мешканців в муніципалітеті дорівнює 55 000 (у Британії 137 000, у Швеції 30.800, у Німеччині 5600). Медіана, або «типовий розмір» муніципалітету Данії становить 43 000, проти 119 500 у Британії, 15 500 у Швеції та 1300 в Німеччині. 80 % муніципалітетів Німеччини мають населення менш як 5000 мешканців, своєю чергою Данія має лише 3 таких адміністративних одиниці, а саме: Læsø, Fanø і Samsø.

## Структура
Вищим органом влади в муніципалітеті є обрана народом громадська рада (da. kommunalbestyrelse; у деяких муніципалітетах byråd; в Копенгагені borgerrepræsentation) з мером на чолі.
Найстарший державний службовець отримує звання голови спільноти  (kommunaldirektør; в Aarhus муніципалітеті та stadsdirektør в муніципалітеті Odense).

## Основні задачі
- Охорона здоров'я, догляд за людьми похилого віку
- Побудова шкіл та дитячих садків
- Подолання безробіття
- Побудова доріг (крім автомагістралей та шосе)
- Видання паспортів та водійських посвідчень
- Парки, бібліотеки, міська забудова
- Громадський транспорт

## Фінансування
У порівнянні з іншими адміністративно-територіальними одиницями країн Європи муніципалітети Данії мають найбільшу свободу реалізації своїх проектів.
Вони встановлюють муніципальний  податок. Муніципальний податок складається з податку на приватний прибуток (близько 86 % надходжень) та податку на нерухомість (11 %).Податкова ставка повинна бути обговорена адміністрацією муніципалітету з міністром фінансів Данії. Станом на 2015 рік середня податкова ставка дорівнює 24,9 %.
Більша частина від податку на торгівлю йде в державу, самім муніципалітетам дістається близько двох відсотків.

## Вибори
Місцеві вибори проводяться за законом раз на чотири роки в третій вівторок листопада. Обрані кандидати заступають на посаду 1 січня, а покидають її через чотири роки.

## Контроль
Місцеві органи влади знаходяться під державним муніципальним наглядом, який здійснює центральна державна адміністрація (da. Statsforvaltningen). 

## Фарерські острови та Гренландія
На самоврядних Фарерських островах є 30 муніципалітетів. Також Гренландія має свій адміністративний поділ і складається з 4 муніципалітетів.